# Percossa
Percossa is een Nederlandse slagwerk/theatergroep. De groep bestaat uit vier performers: Janwillem van der Poll, Eric Robillard, Freek Koopmans, Frans Kemna en artistiek leider/producent René Spierings

## Geschiedenis
Eind jaren 80 begon Percossa muziektheater te maken op straat in Zuid-Frankrijk. De spelers lieten geen middel onbenut om voorbijgangers te boeien. Daar kan men duidelijk de bron van Percossa's drang tot vermaken, het zoeken naar steeds iets nieuws en het talent voor muzikaal theater, in herkennen. In 1998 nam Percossa die muzikale en theatrale bagage mee bij hun stap het theater in.
Vanuit hun thuisstad Den Haag, begon Percossa in 1998 zijn eerste Nederlandse theaterproductie met het programma Rhythmix. Begin 2000 ging de tour van de voorstelling Alle Gekheid met een Stokje, die Percossa met Cesar Zuiderwijk (Golden Earring) maakte, van start. De show was zo'n 75 keer te zien in de Nederlandse theaters. Er verschenen een CD ('Live!') en een DVD bij Free Record Shop.
De derde show, HITMEN, stond vanaf september 2001 op de planken. In 2003 verscheen de voorstelling op DVD. Vanaf 2003 schreven en speelden de slagwerkers live de muziek voor See under X (2003, 2005 reprise), See Hear / Sea Here (2004), Peeled (2004) en Me (2004) en voor werk dat Itzik Galili creëerde voor Stuttgart Ballett (Hikarizatto, 2004) en Bayerisches Staatsballett in München (So nah so fern, 2005). Percossa's vierde theatershow Pulse ging in 2003 in première. In het jaar daarop schreef Percossa de muziek voor A Linha Curva voor Itzik Galili's ballet voor Balé da Cidade de São Paulo. Het Holland Dance Festival  had de Nederlandse première in het muziektheater (Stopera) in Amsterdam. A Linha Curva wordt nog regelmatig uitgevoerd door diverse internationale balletgezelschappen.
In 2006 ging de vijfde avondvullende theatershow From Holland in première. In datzelfde jaar schreven de vier mannen de muziek voor het avondvullende jubileumprogramma van Galili Dance 'Heads or Tales'. Vervolgens schreef Percossa aan compositie-opdrachten voor het danstheater in Praag en het staatsballet Berlijn. Ook werd 'So nah so fern' voor het Bayerische Staatsballet gecomponeerd. 
Hierna maakte Percossa drie succesvolle voorstellingen, in 2008: Tien Jaar van de Straat (internationale naam 'Rebels of Rhythm') en in 2012 Knock Out o.l.v. Karel de Rooij (Mini en Maxi) en Hans Minnaert (Internationaal Danstheater) en in 2011 de kindervoorstelling De Gebr. Kist o.l.v. Margrith Vrenegoor, première in het Concertgebouw, Amsterdam op 6 februari 2011.  Tegelijkertijd werd ook het symfonische programma met het Metropole Orkest, het Nederlands Symfonieorkest en het Residentie orkest gespeeld (Percossa goes Symphonic) en heeft  Percossa samen met regisseur Jos Thie een nieuwe theatervoorstelling THE REAL DEAL gemaakt, die in februari 2015 in première ging en 108 keer werd gespeeld in Nederland en België. De samenwerking met Jos Thie kreeg een vervolg met de succesvolle voorstelling BAM! Première op 14 november 2017, Koninklijke Schouwburg Den Haag. BAM! werd 98 keer gespeeld in Nederland en België.
Van alle voorstellingen zijn dvd's gemaakt.
In 2011, 2012, 2017, 2018 en 2022 werd Percossa door de lezers van De Slagwerkkrant uitgeroepen tot beste slagwerkgroep van de Benelux.

## Leden
Tot 2005 waren de spelers: Niels van Hoorn, Janwillem van der Poll, René Spierings en Frank Wardenier. Vanaf 2005 is Frank Wardenier vervangen door Eric Robillard; in september 2017 werd Niels van Hoorn vervangen door Freek Koopmans. Sinds maart 2020 is René Spierings vervangen door Frans Kemna;  Spierings werd, na meer dan 30 jaar als speler actief geweest te zijn, artistiek leider en general manager.
De huidige spelers zijn:
- Janwillem van der Poll
- Eric Robillard
- Frans Kemna
- Freek Koopmans

## Theater
- 1998: Rhythmix [regie Sander de Heer (acteur)]
- 2000: Alle Gekheid Met Een Stokje [regie Fred Florusse] (met Cesar Zuiderwijk)
- 2001: Hitmen [regie Sander de Heer (acteur)]
- 2003: (((Pulse))) [regie Percossa]
- 2006: From Holland [regie Percossa]
- 2008: 10 Jaar Van De Straat [regie Karel de Rooij, choreografie Hans Minnaert]
- 2012: Knock Out [regie Karel de Rooij, choreografie Hans Minnaert]
- 2015: The Real Deal [regie Jos Thie]
- 2017: Testcase [regie Percossa]
- 2017: BAM! [regie Jos Thie
- 2019: Double Bill [regie Karel de Rooij, choreografie Hans Minnaert]
- 2020: Unplugged [regie Margrith Vrenegoor]
- 2022: Let me In - Let me Out [regie Jochem Stavenuiter, dramaturgie Marijn van der Jagt]

## Jeugdvoorstellingen
In samenwerking met regisseur Margrith Vrenegoor en Oorkaan heeft Percossa kindervoorstellingen gemaakt.
- 2011 - heden: De Gebroeders Kist
- 2016 - 2018: Tijgers Op De Trap

In samenwerking met regisseur Jochem Stavenuiter en Oorkaan heeft Percossa een kindervoorstelling gemaakt.
- 2019 - heden: Sticks

In samenwerking met regisseur Kiki Jaski, liedschrijver Jan Groenteman en het Koninklijk Concertgebouw maakte Percossa de volgende kindervoorstelling:
- 2017 - heden: Sofie en de Mannetjes van de tijd
- 2020  'Meesters van de Tijd'
- 2023 - heden: 'PI', i.s.m. Lonneke van Leth dans.

## Orkestprojecten
Percossa heeft diverse projecten met symfonie orkesten gemaakt en uitgevoerd. Orkesten als het Metropole Orkest, Nederlands Theaterorkest, het Orkest van het Oosten, Het Brabants Orkest, het Residentie Orkest, Het Het Gelders Orkest, Nederlands Studenten Orkest, Philharmonie zuidnederland, Het Noord Nederlands Orkest, Philharmonie Südwestfalen en Phion

## Balletmuziek
Percossa schreef gezamenlijk, ruim 10 grote composities, in sterk wisselende bezettingen, voor grote balletgezelschappen in heel Europa en daarbuiten (Stuttgart Ballett, Staatsballett Berlin, Bayerisches Staatsballett München, Augsburg Ballett, Nationaal Theaterballet Praag, Balé da Cidade de São Paulo, Rambert Ballet London Royal Winnipeg Ballet, National Ballet of Wales, The Israël Ballet, Danish Dance Theatre, NND/Galili Dance, Dansgroep Amsterdam.

## Internationaal
De Gebr. Kist wordt tot op de dag van vandaag gespeeld in onder andere Nederland, België, Polen, Rusland, Italië, USA, Canada en Duitsland.
Vanaf half december 2014 t/m begin januari 2015 heeft Rebels of Rhythm 3 weken in het Parijse theater 'Café de la danse' gestaan, waarna grote tournees door Frankrijk gemaakt zijn met deze voorstelling. Ook is Rebels of Rhythm gespeeld in o.a. Slovenië, Bulgarije, Rusland en Hongarije.
In Taiwan heeft Percossa al viermaal een tournee gemaakt voor het wereldbefaamde 'International Percussion Convention' (TIPC).
De volgende voorstellingen heeft Percossa in Taiwan gespeeld.
- 2011: From Holland
- 2014: Rebels of Rhythm
- 2017: Knock Out
- 2019: BAM!